# 東京ほくと医療生活協同組合
東京ほくと医療生活協同組合（とうきょうほくといりょうせいかつきょうどうくみあい）は、東京都北区豊島に本部を置く医療生協である。
全日本民主医療機関連合会(民医連)加盟法人。

## 組合員数・出資金
組合員数：29,001人(2024年7月1日)
出資金：14億2,109万円(2024年7月1日)

## 王子生協病院
東京ほくと医療生活協同組合の拠点病院。
詳しくは、「王子生協病院」を参照。

## 医科診療所
（この節の出典）
- 生協北診療所 - 北区東十条2-8-5
  - 標榜診療科：内科, 神経内科, 整形外科, 皮膚科
- 生協浮間診療所 - 北区浮間3-22-1
  - 標榜診療科：内科, 小児科, 外科
- 江北生協診療所 - 足立区江北2-24-1
  - 標榜診療科：内科, 小児科, 外科
- 鹿浜診療所 - 足立区新田2-4-15
  - 標榜診療科：内科, 小児科, 皮膚科
- 北足立生協診療所 - 足立区入谷3-1-5
  - 標榜診療科：内科, 小児科, 外科
- 荒川生協診療所 - 荒川区荒川4-54-5
  - 標榜診療科：内科, 整形外科, 糖尿病内科
- 汐入診療所 - 荒川区南千住8-10-3-101
  - 標榜診療科：内科, 小児科, 整形外科, 放射線科

## 歯科診療所
（この節の出典）
- 生協王子歯科 - 北区豊島3-19-3
  - 標榜診療科：歯科, 小児歯科

## 介護事業所
（この節の出典）
- 王子訪問看護ステーション - 北区豊島3-19-3
- 十条訪問看護ステーション - 北区中十条2-7-13 丸栄ビル1F
- ヘルパーステーションのぞみ - 北区豊島3-7-2
- 訪問看護ステーションたんぽぽ - 足立区新田2-16-1 101
- 虹の訪問看護ステーション - 荒川区荒川4-54-5
- 訪問看護ステーションなでしこ - 荒川区西尾久8-13-9